# La taverna dell'allegria
La taverna dell'allegria (Holiday Inn) è un film del 1942 diretto da Mark Sandrich. È un film musicale che nasce da un soggetto di Irving Berlin, autore di White Christmas, brano che vinse nel 1943 il premio Oscar alla migliore canzone.

## Trama
Due ballerini,  Jim Hardy e Ted Hanover, sono innamorati tutti e due della loro partner, Lila Dixon. La ragazza preferisce accettare la corte di Ted e Jim si ritira dallo spettacolo. Apre un albergo aperto unicamente nei giorni di festa che chiama Holiday Inn. Ben presto, Jim si innamora della sua socia, Linda Mason, che si rivela anche una eccellente ballerina e cantante. Passa qualche tempo e Lila lascia Ted.  Questi viene nell'albergo dove ritrova il suo vecchio partner. La sera danza, ubriaco, con Linda. Il giorno dopo, Ted non ricorda più con chi ha ballato ma pensa che la sconosciuta potrebbe essere un ottimo rimpiazzo per Lila. Si mette a cercarla dappertutto, ma Jim gli nasconde - per gelosia - che si tratti della sua collega. Alla fine Ted riesce a trovare Linda, se ne innamora e la convince a fare del cinema. Il film ha come soggetto l'Holiday Inn di Jim e questi si reca sul set per assistere alle riprese. Lì ritrova Linda, mentre Ted è di nuovo con Lila: tutti quattro sono finalmente felici insieme.

## Produzione
Il film fu girato all'Holiday Inn di Monte Rio in California dal 18 ottobre 1941 al 30 gennaio 1942, prodotto dalla Paramount. Costò 3.200.000 dollari

## Distribuzione
Il film incassò negli USA 3.750.000 dollari

### Date di uscita
- USA	4 agosto 1942	 (New York City, New York) (première)
- Svezia	4 aprile 1943
- Finlandia	5 marzo 1944
- Italia	30 gennaio 1946
- Hong Kong	8 maggio 1946
- Danimarca	14 aprile 1947
- Francia	7 maggio 1947
- Giappone	18 giugno 1947
- Austria	20 giugno 1947
- Germania	16 dicembre 1947

Alias
- Holiday Inn	USA (titolo originale)
- Den glade kro	Danimarca
- Egész évben farsang	Ungheria
- Gospoda swiateczna	Polonia
- L'amour chante et danse	Francia
- La taverna dell'allegria	Italia
- Mousiki parelasis	Grecia
- Musik, Musik	Germania
- Musikrausch	Austria
- Ravintola Vapaa-aika	Finlandia
- Värdshuset fritiden 	Svezia

## Riconoscimenti
- 1943 - Premio Oscar
  - Oscar per la migliore canzone